# Mihelca (ime)
Mihelca je žensko osebno ime.

## Izvor imena
Ime Mihelca je različica ženskega osebnega imena Mihaela.

## Pogostost imena
Po podatkih Statističnega urada Republike Slovenije je bilo na dan 31. decembra 2007 v Sloveniji število ženskih oseb z imenom Mihelca: 109.

## Osebni praznik
Osebe z imenom Mihelca lahko godujejo takrat kot osebe z imenom Mihaela.